# Jason Richardson (cyclisme)
Pour les articles homonymes, voir Jason Richardson.
Jason Richardson (né le 19 août 1974 à Carlsbad) est un coureur cycliste américain, spécialiste du BMX. Après sa carrière, il devient conférencier, entraîneur de haute performance et psychologue pour sportif.

## Palmarès en BMX

### Championnats du monde
- Waterford 1994
  -  Champion du monde de BMX cruiser
- Brighton 1996
  -  Médaillé d'argent du BMX cruiser
- Vallet 1999
  -  Médaillé de bronze du BMX cruiser
- Valkenswaard 2004
  -  Médaillé d'argent du BMX cruiser

### Coupe du monde
- 2005 : 7e du classement général

### Jeux panaméricains
- Rio de Janeiro 2007
  -  Médaillé d'or du BMX